# Jahméne Douglas

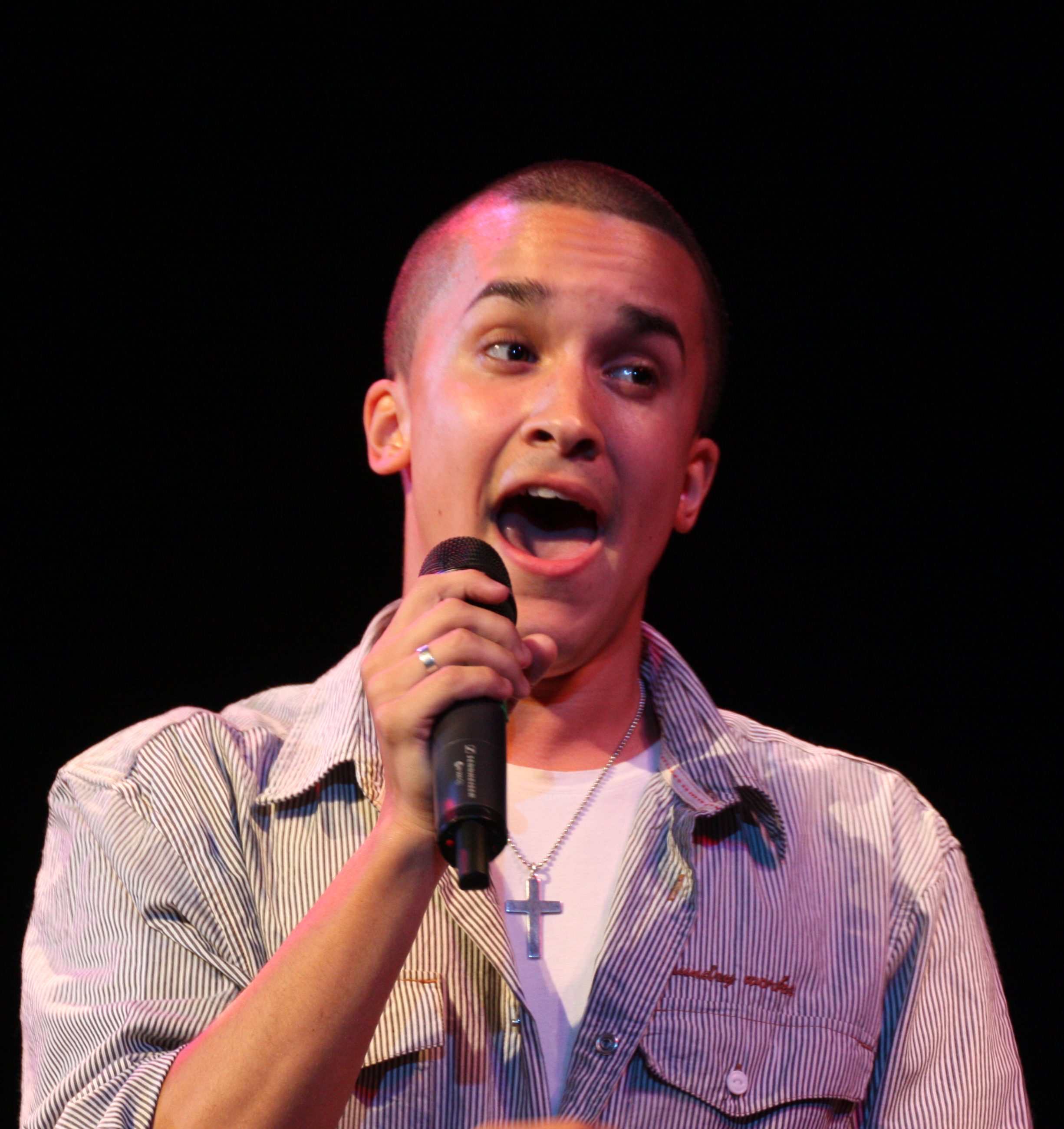
Jahméne Douglas (2011)

Jahméne Douglas (* 26. Februar 1991 in Birmingham) ist ein englischer Popsänger. Bekannt wurde er durch seine Teilnahme an der neunten Staffel der Castingshow The X Factor.

## Biografie
Jahméne Douglas hatte eine schwierige Jugend mit einem gewalttätigen Vater, der für die Misshandlung der Mutter ins Gefängnis kam. Sein älterer Bruder starb durch Suizid. Jahméne suchte deshalb in der Musik Zuflucht. Zweimal trat er bei Open Mic UK an, schied aber jeweils früh aus. Mit 21 Jahren bewarb er sich 2012 bei der Castingshow The X Factor. Er gehörte von Anfang an zu den Favoriten und beendete das Finale als Zweiter hinter James Arthur.
Jahméne Douglas wurde nach der Show von RCA unter Vertrag genommen und veröffentlichte ein halbes Jahr später sein Debütalbum mit dem Titel Love Never Fails, das aus Coversongs besteht, jedoch keine Songs aus seinen Showauftritten enthält. Das Album stieg auf Platz eins der britischen Charts ein.

## Diskografie
Alben
- Love Never Fails (2013)
- Unfathomable Phantasmagoria (2016)

EP's
- Orb (2020)
- Incomplete (2020)
- The First Noël (2020)

Singles
- Truth (2012)
- I Wish (2016)
- God's Plan (2018)
- Good Enough (2018)
- Without You (Radio Edit) (2019)
- Forever and Eternity (2019)
- Rise (Live in London) (2019)
- Wedding Sex (2019)
- Better For You (2020)
- Waiting Room (2020)
- Father to the Fatherless (2020)
- God's Property (2020)
- Holy Spirit (2020)
- Christmas, I Missed You (2020)

Lieder
- Titanium (2013)
- Forever Young (2013)